# Saison 2014 de l'équipe cycliste Metec-TKH Continental

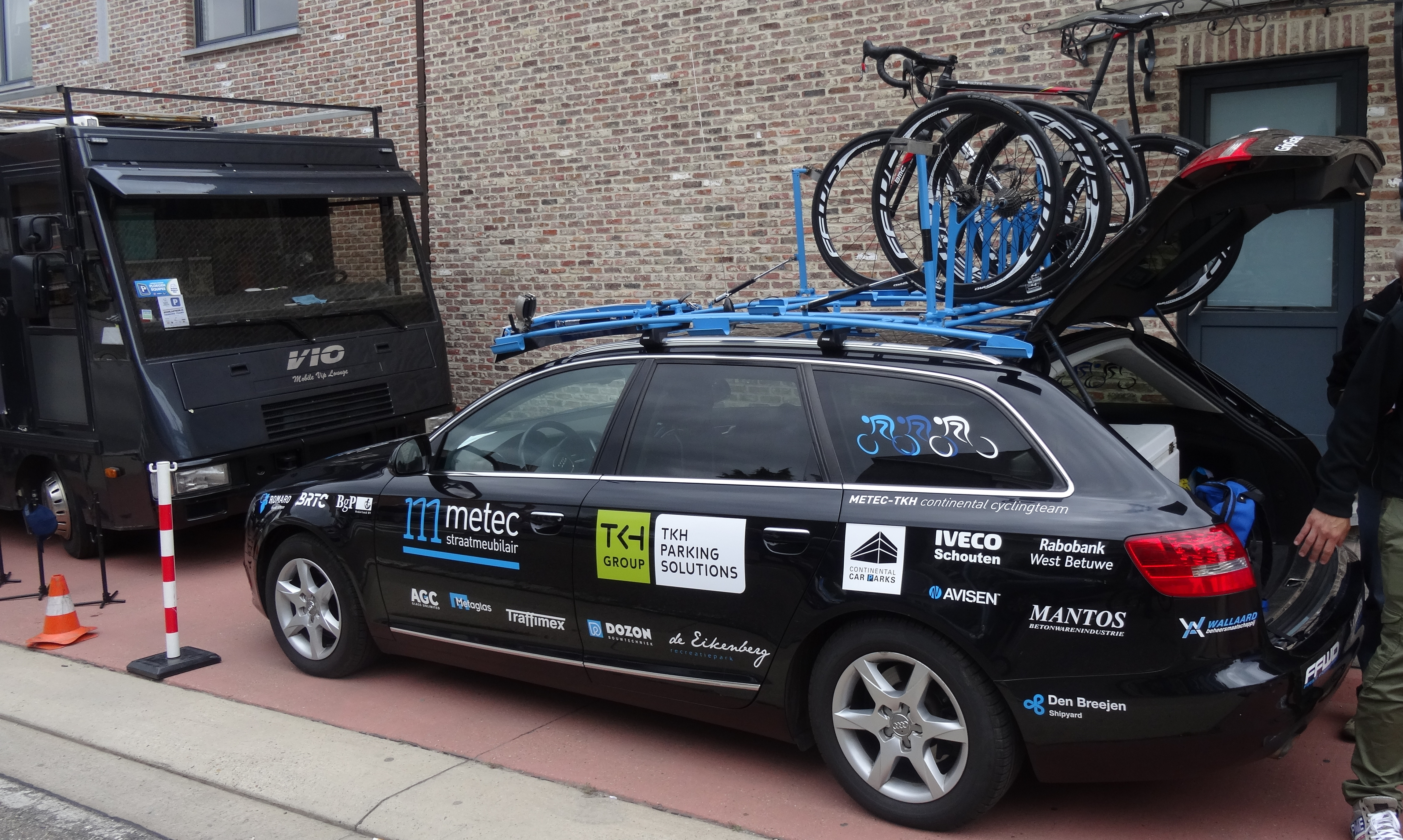
Une voiture de l'équipe lors du Tour du Limbourg 2014.

La saison 2014 de l'équipe cycliste Metec-TKH Continental est la septième de cette équipe.

## Préparation de la saison 2014

### Arrivées et départs
| Arrivées            | Équipe 2013          |
| ------------------- | -------------------- |
| Johim Ariesen       | Jo Piels             |
| Bram de Kort        | Jo Piels             |
| Jarno Gmelich       | AVC Aix-en-Provence  |
| Niels Goeree        | WSV Emmen            |
| Stef Krul           | WSV Emmen            |
| Sjoerd van Ginneken | Parkhotel Valkenburg |
| Jelle Wolsink       |                      |

| Départs         | Équipe 2014            |
| --------------- | ---------------------- |
| Melvin Boskamp  | Koga                   |
| Jurriën Bosters | Belkin-De Jonge Renner |
| Dex Groen       | De Rijke               |
| Luc Hagenaars   |                        |
| Adrie Lindeman  | Koga                   |
| Elmar Reinders  | Jo Piels               |
| Joey van Rhee   | Jo Piels               |
| Jeff Vermeulen  |                        |

## Coureurs et encadrement technique

### Effectif

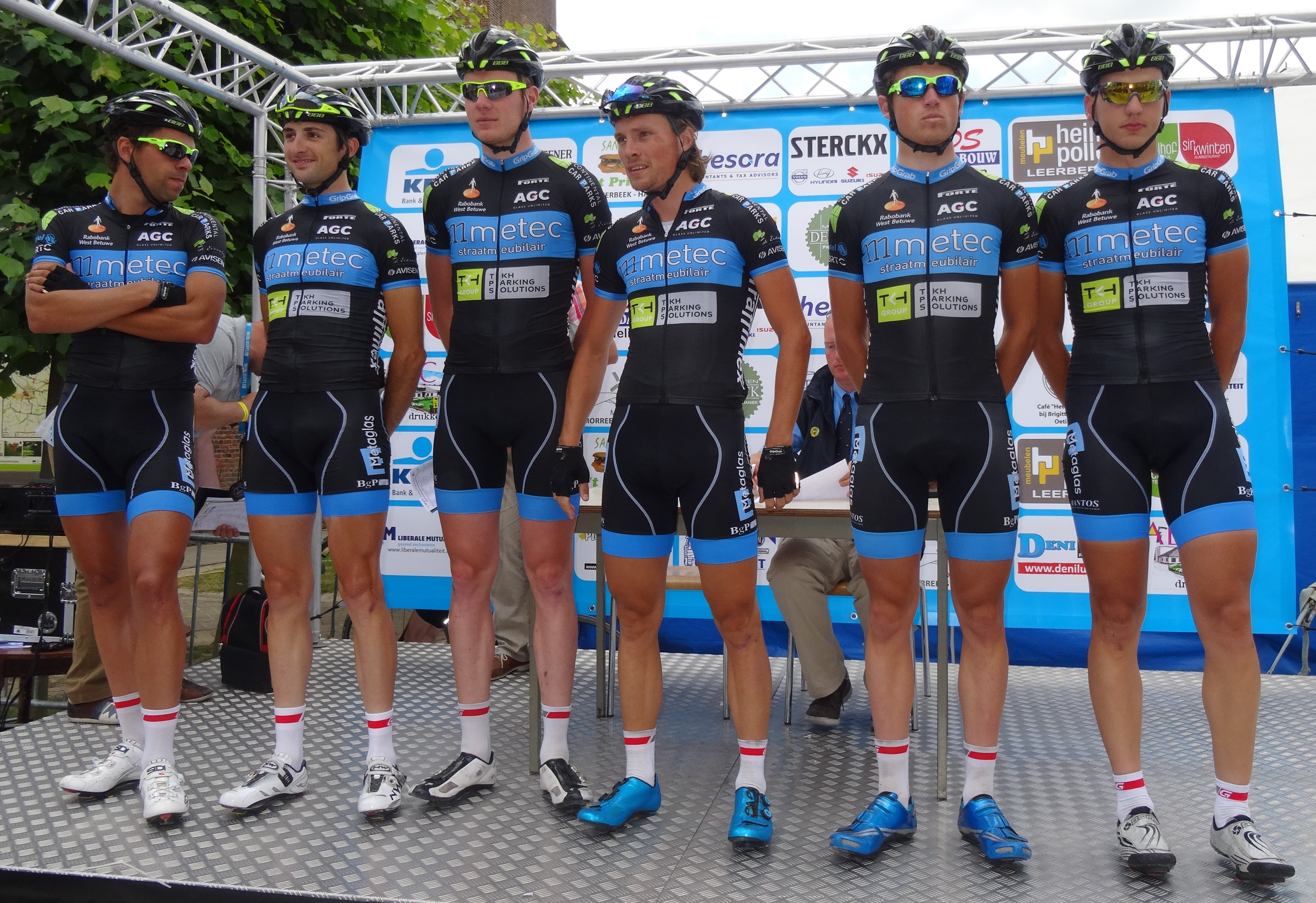
L'équipe lors de l'Internationale Wielertrofee Jong Maar Moedig 2014.

Seize coureurs constituent l'effectif 2014 de l'équipe,,.
| Cycliste            | Date de naissance | Nationalité | Équipe 2013           |
| ------------------- | ----------------- | ----------- | --------------------- |
| Johim Ariesen       | 16 mars 1988      | Pays-Bas    | Jo Piels              |
| Jesper Asselman     | 12 mars 1990      | Pays-Bas    | Metec-TKH Continental |
| Dennis Bakker       | 4 novembre 1993   | Pays-Bas    | Metec-TKH Continental |
| Bram de Kort        | 7 juin 1991       | Pays-Bas    | Jo Piels              |
| Tijmen Eising       | 27 mars 1991      | Pays-Bas    | Metec-TKH Continental |
| Jarno Gmelich       | 21 juin 1989      | Pays-Bas    | AVC Aix-en-Provence   |
| Niels Goeree        | 17 janvier 1995   | Pays-Bas    | WSV Emmen             |
| Dries Hollanders    | 31 juillet 1986   | Belgique    | Metec-TKH Continental |
| Peter Koning        | 3 décembre 1990   | Pays-Bas    | Metec-TKH Continental |
| Stef Krul           | 15 juillet 1995   | Pays-Bas    | WSV Emmen             |
| Oscar Riesebeek     | 23 décembre 1992  | Pays-Bas    | Metec-TKH Continental |
| Dennis Smit         | 13 février 1981   | Pays-Bas    | Metec-TKH Continental |
| Remco te Brake      | 29 novembre 1988  | Pays-Bas    | Metec-TKH Continental |
| Sjoerd van Ginneken | 6 novembre 1992   | Pays-Bas    | Parkhotel Valkenburg  |
| Brian van Goethem   | 16 avril 1991     | Pays-Bas    | Metec-TKH Continental |
| Jelle Wolsink       | 11 novembre 1995  | Pays-Bas    |                       |

Portraits
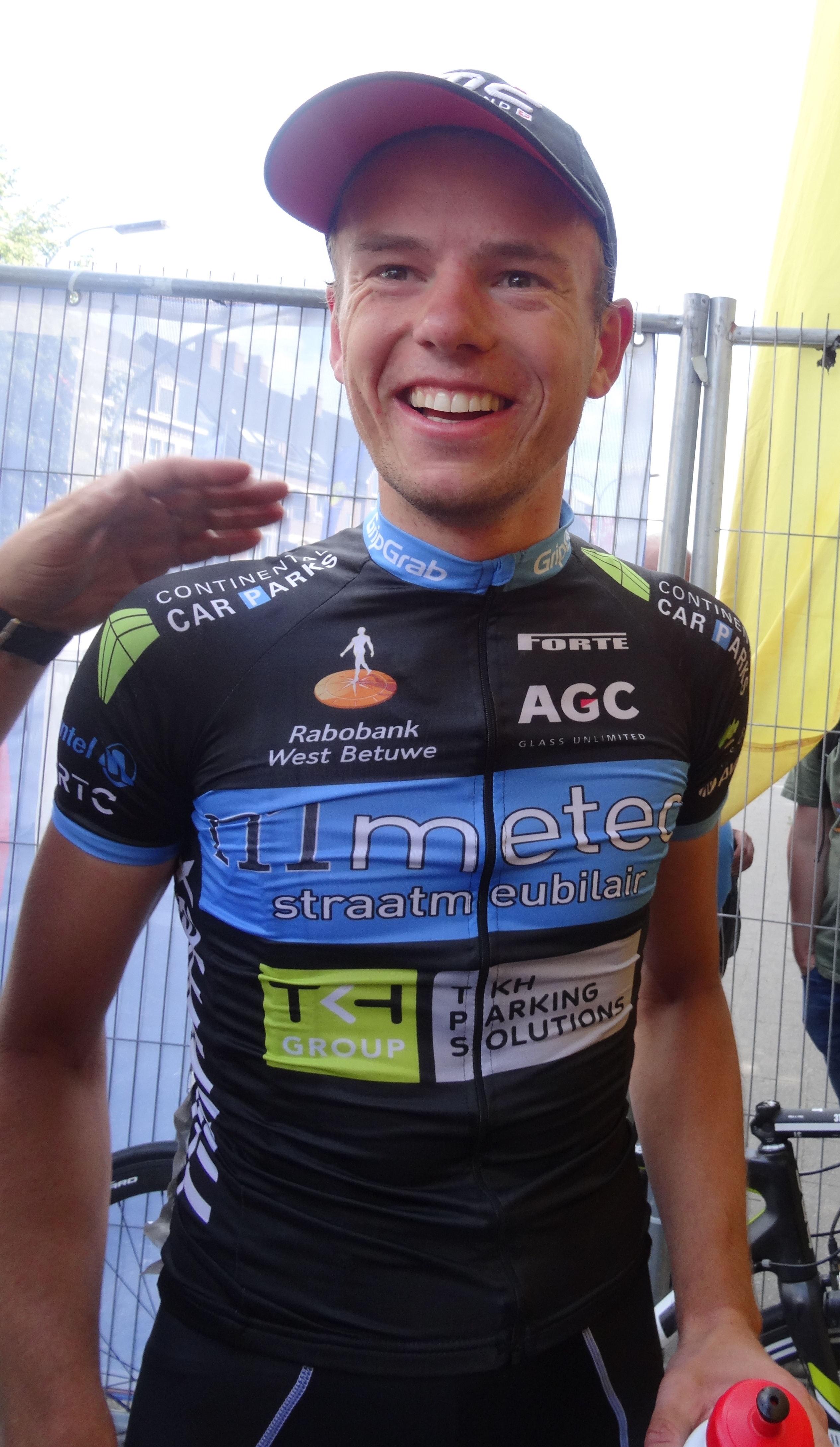
Jesper Asselman.
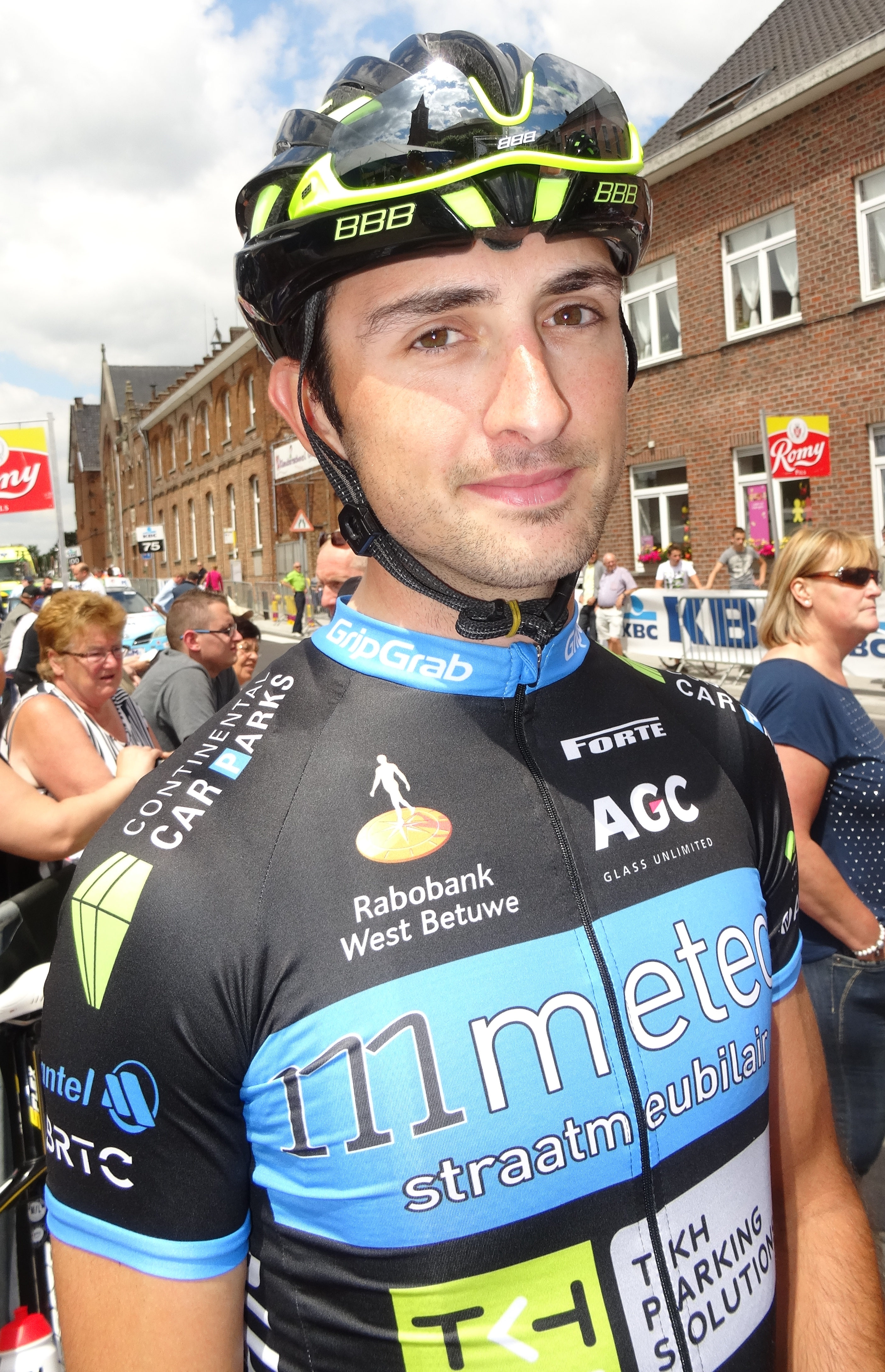
Dries Hollanders.

## Bilan de la saison

### Victoires
L'équipe remporte quatre victoires sur des courses UCI.
| Date       | Course                                | Pays      | Classe | Vainqueur             |
| ---------- | ------------------------------------- | --------- | ------ | --------------------- |
| 30/05/2014 | 3e étape du Tour de Gironde           | France    | 2.2    | Remco te Brake        |
| 01/06/2014 | Classement général du Tour de Gironde | France    | 2.2    | Remco te Brake        |
| 03/06/2014 | 1re étape du Tour de Slovaquie        | Slovaquie | 2.2    | Metec-TKH Continental |
| 17/07/2014 | 1re étape du Czech Cycling Tour       | Tchéquie  | 2.2    | Metec-TKH Continental |

### Classement UCI

#### UCI Europe Tour
L'équipe Metec-TKH Continental termine à la 31e place de l'Europe Tour avec 464 points. Ce total est obtenu par l'addition des points des huit meilleurs coureurs de l'équipe au classement individuel,.
| Rang  | Coureur             | Points |
| ----- | ------------------- | ------ |
| 118   | Remco te Brake      | 103    |
| 140   | Johim Ariesen       | 91     |
| 184   | Jesper Asselman     | 73     |
| 242   | Brian van Goethem   | 56     |
| 273   | Tijmen Eising       | 50     |
| 364   | Sjoerd van Ginneken | 38     |
| 425   | Peter Koning        | 30     |
| 483   | Jarno Gmelich       | 23     |
| 758   | Stef Krul           | 10     |
| 824   | Dennis Bakker       | 8      |
| 1 057 | Oscar Riesebeek     | 2      |
| 1 092 | Dries Hollanders    | 2      |